# Norimasa Nakanishi
Norimasa Nakanishi (中西 規真 Nakanishi Norimasa?), född 11 april 1991 i Hyōgo prefektur, är en japansk fotbollsspelare.
Nakanishi började sin karriär 2014 i YSCC Yokohama. Han spelade 128 ligamatcher för klubben.